# Schlacht von Deining
1792

Porrentruy – Marquain – Quiévrain – Verdun – Thionville – Valmy – Lille – Mainz (1792) – Jemappes
1793

Aldenhoven I – Namur – Neerwinden – Mainz (1793) – Famars – Valenciennes (1793) – Arlon (1793) – Hondschoote – Meribel – Avesnes-le-Sec – Pirmasens – Toulon – Fontenay-le-Comte – Cholet – Lucon – Trouillas – Dünkirchen – Le Quesnoy – Menin I – Wattignies – Weißenburg I – Biesingen – Kaiserslautern I – Weißenburg II
1794

Boulou – Landrecis – Menin II – Mouscron – Martinique – Guadeloupe – Tourcoing – Tournai – Kaiserslautern II – San-Lorenzo de la Muga – 13. Prairial – Fleurus – Kaiserslautern III – Vosges – Aldenhoven II
1795

Cornwallis’ Rückzug – Genua – Groix – Hyeres – Handschuhsheim – Mainz (1795) – Mannheim – Loano
1796

Montenotte – Millesimo – Dego – Mondovì – Lodi – Borghetto – Castiglione – Mantua – Siegburg – Altenkirchen – Wetzlar – Kircheib – Kehl – Kalteiche – Friedberg  – Malsch – Neresheim – Sulzbach – Deining – Amberg – Würzburg – Neufundland – Rovereto – Bassano – Limburg – Biberach I – Emmendingen – Schliengen – Caldiero – Arcole – Irland
1797

Fall von Kehl – Rivoli (1797) – St. Vincent – Diersheim – Santa Cruz – Neuwied – Camperduin

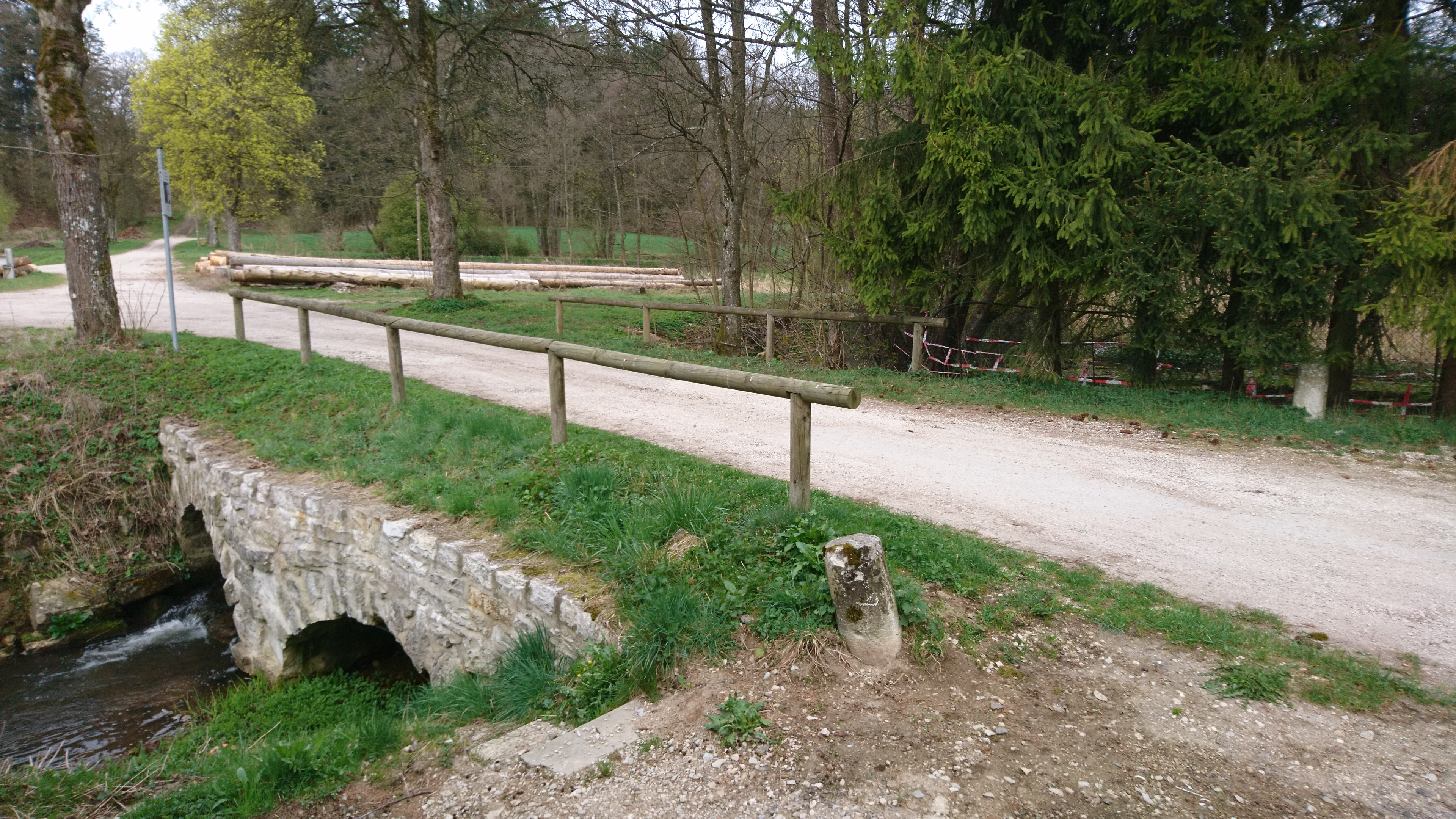
Unkämpfte Brücke der Schlacht bei Deining heute

Die Schlacht von Deining fand am 22. August 1796 während des Ersten Koalitionskrieges zwischen Franzosen unter General Jourdan und Österreichern unter Erzherzog Karl in und um das Dorf Deining statt.

## Verlauf der Schlacht
Als der französische General Bernadotte nach zwei Tagen Aufenthalt in Neumarkt mit seinen Truppen Richtung Regensburg weiterziehen wollte, stieß er bei Deining auf die Truppen des Generals Nauendorf, der zunächst vor der französischen Übermacht nach Daßwang zurückzog. Inzwischen war aber auch der österreichische Erzherzog Karl, von Ingolstadt und Riedenburg kommend, auf der Straße Regensburg-Neumarkt eingetroffen. Am 21. August 1796 griff Nauendorf mit Infanterie und Kavallerie die Franzosen bei Daßwang an und verfolgte sie bis Batzhausen. Um dieses Dorf entwickelte sich ein heftiges Gefecht.
In der Nacht vom 21. zum 22. August 1796 wichen die Franzosen nach Deining zurück. General Bernadotte stand nun mit seiner Division von 6.000 Mann (einschl. 1.200 Reitern) auf den Höhen bei Deining.
Er wollte Deining unbedingt halten und den Österreichern den Übergang über die Laaberbrücke, die strategisch eine wichtige Rolle spielte, verwehren. Der österreichische Erzherzog Karl rückte mit seinem 28.000 Mann starken Heer heran.
Den Österreichern gelang es, die Franzosen östlich des Dorfes zu vertreiben und in die Ortschaft einzudringen.
Schließlich musste Bernadotte der österreichischen Übermacht weichen, die Deining gegen neun Uhr abends eroberte, und er zog sich wieder nach Neumarkt zurück.

## Auswirkungen
Durch die Auswirkungen der Schlacht wurde der halbe Ort sowie Siegenhofen bis auf die Kirche und das Hirtenhaus zerstört. Die Franzosen flüchteten in Richtung Neumarkt; dort wurde die Stadt laut einer Legende durch den mutigen Torschmied Veit Jung vor der Zerstörung gerettet (siehe Sage vom Torschmied Veit Jung).
Bei der Beschießung Deinings fielen 18 Gebäude den österreichischen Haubitzen zum Opfer.
Die Pfarrchronik von Deining berichtet darüber:
„Pfarrhof und Ökonomiegebäude in Deining zerschossen, 2 Stadel und Stallungen abgebrannt, am Pfarrhof die Fenster ausgebrannt.“

## Erinnerung
Eine Reihe von Flurnamen erinnern heute noch an die Schlacht um Deining. So tragen verschiedene Fluren Bezeichnungen wie Kriegsholz, Kriegsäcker, Kugelanger oder Kugelwiese.
In der Kirche auf dem Herz-Jesu-Berg bei Velburg befand sich ein Votivbild, das die Deininger Schlacht darstellt. Derzeit ist das Gemälde als Leihgabe im Haus der Bayerischen Geschichte in Regensburg ausgestellt.
Heute erinnert in Deining ein Gedenkstein an die Toten der Schlacht.